# BURAI (ゲーム)
『BURAI』（ブライ）は、1989年11月にリバーヒルソフトから発売されたロールプレイングゲームおよび飯島健男の小説である。

## ゲーム

### 概要
本作品は、1989年当時に第一線で活躍していた様々な分野のクリエイターが集結して製作された。シナリオ・ゲームデザインは飯島健男、キャラクターデザイン・原画は荒木伸吾・姫野美智、音楽は女性ロックグループのSHOW-YA（上巻）と元クリスタルキングの今給黎博美（下巻）、開発・販売はJ.B.ハロルドシリーズで知名度を上げていたリバーヒルソフトが担当したことで話題を呼び、本作品のキャッチフレーズである「敵は二億四千万、挑むは八匹の狼たち!!」と共に当時のパソコンゲーム業界に大きな衝撃を与えた。
当初は1本のゲームとして制作される予定だったが、シナリオの長さから上巻・下巻の2本に分けて開発することが決定し、タイトルにもその旨が記載された。後にコンシューマーゲーム各機種にも上巻にあたるソフトが移植されたが、下巻にあたるソフトが発売されたのはPCエンジンのみである。

### 構成・章立て
パソコン版は以下のどの章からも自由にスタート可能。括弧内はスタート地点。コンシューマ版はパソコン版とは異なり、全機種とも第1部のシナリオ進行が固定されており、任意の章からスタートすることができなくなっている。

#### 上巻
- BURAI オープニング
- 第1部
  - ザン・ハヤテの章（ギバ島）
  - プロット兄妹（ゴンザ＆マイマイ）の章（ヒューイ島）
  - 幻 左京の章（カムイ島）
  - ロー・タム一家の章（モード島）
  - アレック・ヘストンの章（ソレス島）
  - リリアン・ランスロットの章（アラメンテ島）
  - ロマール・セバスチャン7世の章（ベルンバ島）
- 第2部
  - 第2部オープニング
  - 八玉の章（ザイアス大陸）
- 上巻 エンディング

#### 下巻 完結編
- 下巻 オープニング
- 第1部
  - アレック＆クークの章（アラメンテ島）
  - ゴンザ＆マイマイの章（ザイアス大陸）
  - 左京＆ナインテールの章（カムイ島）
  - ハヤテ＆リリアンの章（ソルテガ南島）
  - ロマール＆バージルの章（ベルンバ島）
- 第2部
  - いにしえの章（ザイアス大陸）
- BURAI エンディング

### システム

#### ブライ上巻（パソコン版）
戦闘はフロントビュー。能力値は数字ではなく光る玉で表現され、ダメージを受けると輝きがなくなりひびが入って割れていく。装備には何段階かの相性があり、相性が良ければ性能が上がり悪ければ性能が下がり、相性が最悪だと装備できない。移動中は修行が可能で、設定した能力値が上がっていく。また、キャラクターに対応した本があれば修行の代わりに本を読み、読了時には新しい技を覚える。

#### ブライ下巻完結編（パソコン版）
戦闘はサイドビューに変更。街道上を移動中はモンスターなどではなく通行人が出現し、アレック＆クーク一行なら占いや動物治療、ゴンザ＆マイマイ一行なら大道芸、ロマール一行なら腕試し、といった具合に通常の技や武器ではなく専用の技や武器が有効な特殊な戦闘になる。

##### パソコン機種による違い・変更点
PC-8801版
解像度は640x200ドットの8色表示で、上巻のみ発売された。上巻はこのPC-8801版を基に、他のパソコン版やコンシューマ版へ移植されている。2025年2月20日より『EGGコンソール ブライ上巻 PC-8801mkIISR』のタイトルでNintendo Switchにて配信開始。
PC-9801版
上巻は640x400ドットのアナログ16色に変更されたが、マップ画面とビジュアルシーンはアナログ8色・200ラインで表示される。コマンドモードの画面レイアウトがPC-8801版・MSX版とは異なっている。
下巻も640x400ドットのアナログ16色だが、マップ画面とビジュアルシーンはアナログ16色のまま200ラインで表示される。下巻はこのPC-9801版を基に、他のパソコン版やPCエンジン版へ移植されている。
上巻・下巻共に回復アイテムの連続取得に制約が掛けられており体力回復エリアも少ないため、パソコン版では最も難易度が高くなっている。
MSX版
他のパソコン版よりも解像度が低いため（SCREEN7：512x212ドットの16色表示）、ゲーム画面のレイアウトが若干異なっている（上巻は画面左右両端の模様がカットされており、下巻は画面右下の竜のレリーフが画面左下に移動されている）。
漢字ROMが搭載されていない機種ではメッセージが表示されず、MSX-MUSICが搭載されていない機種ではBGMが鳴らない（漢字ROMおよびMSX-MUSIC非搭載の機種は、それぞれ漢字ROMカートリッジとFM-PACを本体のスロットに装着することで問題は解消される）。
上巻・下巻共にアニメーション構成やBGMが一部アレンジされ、レベルアップ成長の見直しや体力回復エリアの増加もなされておりパソコン版では最も難易度が低くなっている。
PAC・FM-PACに対応しており、フロッピーディスクに加えSRAMへのデータセーブも可能になっている。
上巻は他のパソコン版と比較しても遜色のない出来であるのに対し、下巻はシステムとシナリオは完全に移植されているもののPC-9801版やFM TOWNS版と異なりビジュアルシーンでの多重スクロールがカットされ、ディスクアクセスも頻繁に発生する。
下巻はアイテムやツールなどのアイコン表示がテキスト表示に変更されており、MSX版オリジナルのアイテムも登場する。
MSX版の下巻のみ、第2部後半のラガンテ山入口が最後のセーブ可能地点になっており、ラガンテ山に入るとエンディングまで一切セーブができない（ロードおよびスタートメニューに戻ることは可能）。
下巻はブラザー工業に外注され（開発は上巻と同じくリバーヒルソフトが担当）、パッケージとソフトベンダーTAKERUの二種類の販売方式が採られた（パッケージ版のみ、特典としてトランプとハヤテ・リリアンのしおりが同梱された）。
2025年初夏にはメビウスより、MSX2版をMSXエミュレーター「MSXPLAYer」を用いて復刻したNintendo Switch用ソフト『BURAI 上巻』が発売予定。
FM TOWNS版
上巻・下巻共に基本的にPC-9801版の移植となっているが、マウス操作に対応している。また、MSX版と同様にBGMがアレンジされており、一部のBGMはCD-DAで演奏される。
PC-9801版よりも回復アイテムの連続取得の緩和および体力回復エリアの増加がなされており、若干難易度が下がっている。2011年現在、FM TOWNS版以外のパソコン版はWindowsにエミュレート移植したEGG版として復刻されており、プロジェクトEGGより購入してプレイすることが可能になっている。

#### ブライ 八玉の勇士伝説（コンシューマ版）
PCエンジン版
シナリオの再構成・ビジュアルシーンの描き直しと新規追加・キャラクターボイスおよび新規BGMの追加が行われている。
MEGA-CD版
基本的にPCエンジン版「八玉の勇士伝説」と同内容だが、ビジュアルシーン以外のグラフィックが全面的に書き直され画面UIも見やすさを優先した調整がされている。
スーパーファミコン版
パソコン版やPCエンジン版・MEGA-CD版と異なり、ビジュアルシーンがほぼ全てドットキャラクターによる演出に置き換えられている。
PCエンジン版・MEGA-CD版で追加されたキャラクターボイスはカットされている。
その他のシステムは、PCエンジン版・MEGA-CD版と同内容になっている。

#### ブライ2 闇皇帝の逆襲（PCエンジン版）
PCエンジン版『ブライ 八玉の勇士伝説』同様にシナリオの再構成・ビジュアルシーンの描き直しと新規追加・キャラクターボイスおよび新規BGMの追加が行われている。また、システムはパソコン版下巻を踏襲しておらず、戦闘は従来通りのフロントビュー。前作から続投しているキャラクターの一部で声優が変更されている。

## あらすじ

### 上巻
舞台は惑星キプロス。謎の美青年ビドー・クレラントとその配下の七獣将らは、強大な力を持つ闇神ダールを復活させようとしていた。ダールはビドーたちに力を与え、闇の軍勢はキプロスの全権掌握へ動き始める。
キプロスの王都と城は陥落したが、『キプロス創世記』にある光神リスクの化身とされる王子「光の御子」が三銃士に守られ、人目を避けて落ち延びようとしていた。しかし彼らも追っ手から逃れることはできず、三銃士の1人ダニエルは自らの意志で「御子を守る勇士」を選ぶ八玉を空に放ち、御子はロバに行き先を託した。三銃士の張った「光の結界」の効力は1か月。
玉に選ばれた勇士たちは1か月後、ザイアス大陸の港町に集結する。光の御子に宿る光神はいまだ目覚めず、彼らは玉に対応した八つの秘宝である八玉の神器「青爆剣」「黄念棒」「紫雷杖」「緑刺剣」「藍裂斧」「白氷鎧」「紅麗鎧」「赤宝鎧」を探し出すことにした。その中で勇士たちはビドー軍に与しない闇側の種族と出会い、光と闇に正義も悪もないことを知る。もともと惑星キプロスは天界16神の1柱である闇神の領地であり、6000年前に同じ16神の光神が侵攻、現在光の種族とされる人間族・ウォッシュ族・リーザズ族が闇神を裏切ったことで光神が勝利した。さらに光神は敗れて天界に帰ろうとしていた闇神を封印してしまい、他の神々には闇神は天界に帰らず別の惑星に行ったと騙していた。このままでは光神と闇神の戦争が再び始まってしまう。勇士たちは両方の神を天界に帰らせることにした。光神への怒りに燃える闇神を神器の力で圧倒して天界に帰ることを約束させ、あとは光神の覚醒を待って天界に返すだけとなったが、遂に現れた光神はビドーに刺し殺されてしまう。
ビドーは光神に6000年前に捨てられた女の息子であり、光神への復讐を誓って『キプロス創世記』を書くなど全ての筋書きを整えて、再び光神が降臨する時を待つため眠りに就いた。そして神が愛した者の死体から作れる神殺しの武器「アンバロの短剣」によって復讐を遂げた。その瞬間、空間に裂け目が現れた。武神来往道(ぶじんらいおうどう)、通称ブライ。神が死んだ時、神の子を新たな神とするために現れる天界への道である。復讐を終えたビドーは新たな神になろうとした。しかし光神と表裏一体であり、共に死ぬ運命にある闇神ダールは最期にブライを消滅させ、ブライを登ろうとしていたビドーたちは吹き飛んだ。
そして八玉の勇士たちもそれぞれの道を歩み出すのだった。

### 下巻
八玉の勇士たちの活躍により平和を取り戻した惑星キプロス。勇士たちもある者は故郷に帰って日常生活に戻り、ある者は本来の目的を果たすべく旅を続けていた。
しかし野望を挫かれたものの難を逃れたビドーは、ハジャ・ゾルトバ・バルバラと共に異次元城に身を潜め、巻き返しの機会をうかがっていた。一方、天界では部下から行方不明の妻子の消息を得た雷神・邪鬼丸が自らキプロスに赴くことを決意していた。
そうこうする内に、八玉の勇士たちは6000年前に行くことになり、聖戦に介入して闇神封印を阻止する歴史改変を行なった。歴史は変わり光神リスクも天界に帰りビドー誕生もなかったことになったが、異次元城にいたビドーたちは影響を受けることなく異次元城で最後の決戦を行なう。1人また1人と七獣将との因縁の対決を任せて先に進む勇士たち、そしてビドーの元にたどりついたハヤテとリリアンはビドーを倒しキプロスに平和を取り戻すのだった。

## 登場人物（ゲーム版）

### キプロスの種族

#### 光の種族
人間族（ヒューマン族）
世界人口の7割を占める最も多い種族。
ウォッシュ族
男性は2メートル超のクマに似た・女性は1メートル程度のリスに似た、人間が顔だけ露出した着ぐるみをかぶったような姿をしている獣人。
リーザズ族
ベルンバ島以外にはほとんどいないトカゲ人間。見た目とは裏腹に気質は穏やかな者が多く、基本的には気品が高い紳士淑女といった感じに振る舞う。独自の文化を持つ。

#### 闇の種族
影の旅団
真っ黒な姿をしていて影に潜むことができる。
月狼族
狼人間。
ハラーム族
小人。
その他
5つの闇の種族が6000年前の聖戦で滅亡している。

### 八玉の勇士
ザン・ハヤテ
声 - 草尾毅
ヒューマン族：21歳、男性。
あくどい金持ちしか襲わない海賊の一党に属している。ビドーに反旗を翻したところで仲間もろとも捕まり、ギバ島の強制収容所に投獄されてしまうが、青玉に勇士として選ばれ脱獄する。
細身の外見に反してゴンザと双璧をなすほどの怪力の持ち主で、直情径行の熱血漢。
生き別れた母がいたが、敵とした現れた末に死に別れ、その悲しみと怒りから神器と共に勇士に完全覚醒し、サイモンに深手を負わせている。
幻 左京（まぼろし さきょう）
声 - 塩沢兼人
神族：?歳、男性。
その正体は天界十六神の1人・竜神こと氷竜である。
配下を伴い、亡き恋人の墓参りに惑星キプロスにあるカムイ島のダコウ山を訪れようとしていたところを白玉に勇士として選ばれる。
旅の途中、対となる虎神の眷属の陰謀により竜神としての能力をほとんど封印されてしまうがそれでも並の人間よりは遥かに強く、本来の能力を取り戻してからは敵味方中でも桁外れであり、作中最強の人物といえる。
『抜忍伝説』の幻妖斎とは、同一人物であることが示唆されている。
ゴンザ・プロット
声 - 郷里大輔
ウォッシュ族：20歳、男性。
両親の敵、ナイン・テールを探して旅をしている。気が優しくて力持ちで朴訥な青年。藍玉に勇士として選ばれる。
後編の最終決戦で優しさに付け込んで降伏のふりをしたゾルトバの騙し打ちで腹部を貫かれて非業の死を遂げてしまい、八玉の勇士で唯一の戦死者となる。
マイマイ・プロット
声 - 渡辺菜生子
ウォッシュ族：15歳、女性。
両親の敵、ナイン・テールを探して旅をしている。兄ゴンザの肩に乗っかっていることが多い。ウォッシュ族の女性特有の舌足らずなしゃべり方をするが頭が良く気転が効き、予知能力を持っている。赤玉に勇士として選ばれる。
リリアン・ランスロット
声 - 富沢美智恵
ヒューマン族：19歳、女性。
初恋の幼なじみを探し旅する少女。ジャック・ランスロットの娘。針術の使い手。彼の手がかりを得るためにアラメンテ島にある占い師の村へ向かう途中紅玉に勇士として選ばれる。
占いにより殺された父の傍にザン・ハヤテがいる光景を見て父の仇と思い、八玉の勇士が集結したときザン・ハヤテが自分のことを探していたためリサ・ランドルフという偽名を名乗ることにした。
クーク・ロー・タム
声 - 皆口裕子
ヒューマン族：9歳、男性。
念術師の家系に生まれた動物と心を通わせることができる心優しい少年。父・バビルが黄玉の勇士に選ばれ、安全のために母・マリアと共に父の友人のもとに身を寄せる。
ロマール･セバスチャン7世
声 - 矢田耕司
リーザズ族：34歳、男性。
ベルンバ島きっての名門セバスチャン家の御曹司で、リーザズ族の中でも特に紳士的として知られる名士。実力も相当なもので、剣術の達人でありながら発明を趣味にしていたというインテリジェンスを持ち、文武両道な人物。10年前に父親と仲たがいしてしまい、勘当同然の状態で家出しサーカス団で曲芸師をして過ごしていたが、父の危篤の知らせを受けて退団。生家へ向かう途中、緑玉に勇士として選ばれる。
人望も非常に厚く、先述の曲芸団からは退団をとても惜しまれ、ロマールが帰還したと知るやセバスチャン家の使用人を含む人々すべてが大喜びで出迎えるほどである。基本的には紳士な態度を崩さず、自らを馬鹿にされてもそれほど気にしない寛大さを持つが、実のところ性根は熱血漢である。ロマールと親しい人々が理不尽に傷つけられることには特に我慢がならず、激高するシーンもある。
若い頃はタイムマシンを発明しようとしていた。
アレック・ヘストン
声 - 宮内幸平
ヒューマン族：76歳、男性。
占い師の村の村長。水晶玉を使った占いに長け、あやしげな魔法や秘技にも通じている。飄々とした食えない人物。紫玉に勇士として選ばれたが、勇士たちに試練を与えるために敢えて占いの依頼に来たビドーの配下であるハジャ・周芳に情報を流しながら、彼を手玉に取ったため、ハジャから恨まれる。

### 闇皇帝と七獣将
ビドー・クレラント
声 - 曽我部和恭
闇の帝神ダールの封印を解き、配下の七獣将とともにダールの力を得る。キプロスを制圧して後は自ら皇帝を名乗るが、その野望はキプロスの支配に留まらない。
ある理由により、最初からいくつかの神の能力も持っているが、最終決戦に至るまでの過程でそれらが失われていることに気付かず、また信じもしなかったために敗北。
ハジャ・周芳（しゅうほう）
声 - 宮内幸平
気獣将。フード付きのローブをまとい、仮面を付けた魔術師。地水火風のエレメンタル（気）を自在に操り、異次元へも自由に行き来する能力を持つ。
八人目の勇士を探してアレックの占いを頼っていたが、その八人目がアレックであり、自分を手玉に取っていたことへの怒りから、アレックに殺意を抱いている。
コレデモ仙人と名乗っていた若い頃に時間を遡ってきたアレックらに助けられたことがあり、アレックらと和解する。
バルバラ・カレン
声 - 藤田淑子
水獣将。水を操る水術を得意とする七獣将の紅一点。水術の最高峰である「凍結行」を手に入れるため、竜神・氷竜に会うことを切望している。気性が荒い姉御肌な性格であり、バルバラ水魔軍を率いている。
下巻での最終決戦で左京に完全敗北。凍結行が人間の身では習得不可能と知って絶望するが、左京自らが水術の師となることを約束し、和解。エピローグでは左京と共に何処へと姿を消す。
ゾルトバ・ジーク
声 - 郷里大輔(1)、屋良有作(2)
木獣将。木を操ることができ、常にサングラスをかけている禿頭の大男。「戦闘は暴力」と考え、勝つためなら騙し討ちも平然と行う残忍非道な性格をした卑劣漢で、植人隊を率いている。ウォッシュ族を「食料」としか思っておらず、プロット兄妹とランタン兄妹の両親を食い殺した真の仇である。
反面、小姓（参謀）兼愛人である不知火に対してだけは心を開き、不知火が危機に陥った時には我が身をも捨てて護ろうとする。しかし、後編の最終決戦の際、降伏するふりをしてゴンザを騙し討ちで殺し、それを悪びれもせずになおも挑発的で身勝手な言動をしたことが仇となる。直後にマイマイが斧を投げつけるが、ゾルトバに失望し卑劣な行いを恥じていた不知火は避けようとしなかった。ゾルトバは不知火を庇って背中で斧を受け、致命傷を負い手当を求めるも、非道に耐えかねた不知火は一切手を貸さず、結果として不知火の裏切りに遭い死亡。
リー・シャノン
声 - 難波圭一
風獣将。貴公子然とした風貌の美男子。風を自在に操ることができ、風の軍隊を率いる。残虐非道な者たちが揃う七獣将の中にあって礼儀や情を重んじるという異色の性格で、ビドーに与している理由は不明。普段は竜巻の中に身を隠しており、姿を現すことは少ない。八玉の勇士の1人リリアンとは幼少時に関わりを持っている。
下巻での最終決戦でハヤテとリリアンに敗れるが、本気を出していなかったことを見抜かれる。また、自身が天界の住人の一人であることを明かして和解するが、その後の去就については語られなかった。
サイモン・ルシファー
声 - 島田敏
天獣将。七獣将筆頭にして、美形で狂気の科学者。エゴイスティックなナルシストであり、美しいものを好む。さらった美女をハーピーのような姿に改造し編成したサイモン爆風隊に引かせた乗り物に乗って、我が物顔で天空を駆け巡りながら、爆風隊を増やすべく美女探しに明け暮れている。その爆風隊の中にはハヤテの母・沙羅も含まれており、サイモンは彼女をサーリャと名付け、特にお気に入りとしている。後にこれが原因でハヤテの逆鱗に触れることになり、顔の右半分を髑髏のような消し炭にされる。
後編ではハヤテに対する激しい怒りと怨みから自らの半分以上を機械化し、永遠の苦しみを与えようと暗躍する。が、最終的に駆けつけた怒り心頭の邪鬼丸に妻の仇とばかりに一蹴され、生身の部分が腐り落ちた上、機械の身体も塵にされ、七獣将最初の死亡者となる。
ガスロ・輪丈斎（りんじょうさい）
声 - 矢田耕司
火獣将。火を自在に操り、キプロス王家の軍隊を苦しめた。カラス天狗のような仮面を身に着けているが、その素顔を見たものはいない。火炎天狗隊と、ラーフとテリスという美女の部下がいる。火術を使った時間移動の術（タイムマシン）を扱える。
その正体は八玉の勇士の1人であるロマール・セバスチャン7世の未来の姿であり、歴史が改変されなければ本来辿るはずの存在であった。性格は大きく変わってしまっており、自身の大切だったものを全て自らの手で破壊し殺しつくす残虐さを持ち、かつ自身の生へ異常に執着していた。そのため、ロマールが『自身を倒す』という考えに至ったことを最後まで信じられず、「嫌だ、死にたくない！」と見苦しい今わの際の言葉を残し、絶命する。
マントス・ゴードン
声 - 屋良有作
地獣将。七獣将一の巨体を鎧で固めた、不気味な男。地底に身を潜め、偏愛しているペットの大ナマズ・ゲッペルツに乗り地面の中を自在に移動する。地震を起こすこともでき、土蜘蛛衆を配下に従える。ペットは一度倒されるもサイモン・ルシファーによって機械化されることで蘇った。
その正体は三銃士の一人、タロス・ビアンカであり、二重人格であったタロスの闇の人格だった。光と闇の人格は互いに競い合い腕を高めて、光では三銃士、闇では七獣将まで登り詰めたが闇神ダールから力を貰ったことで均衡が崩れて、闇の人格が優勢になってしまった。

### 天界の神々
ダール
声 - 郷里大輔
闇の力を司る闇神。キプロスの地に封印されていたが、闇皇帝ことビドー・クレラントによってその封印を解かれ復活した。
「闇」ではあるが、イコール「悪」ではない。先述の通り光神であるリスクとは非常に仲が悪く昔から何度も闘っていたが、「光と闇は表裏一体であり、どちらかが滅びるともう片方も滅びる」ため、お互いに止めを刺すことができなかった。しかしリスクの姦計により、封印されてしまったことが本作すべての発端であり遠因となる。
リスク
声 - 難波圭一
光の力を司る光神。キプロス創世記においてダールの復活時に光の御子としてキプロスに光臨すると予言されていた。その予言は成就し、ダール復活と時を同じくしてキプロス王家の王子の姿を借りて光臨した。
「光」ではあるが、イコール「正義」ではない。先述の通り闇神であるダールとは非常に仲が悪く昔から何度も闘っていたが、「光と闇は表裏一体であり、どちらかが滅びるともう片方も滅びる」ため、お互いに止めを刺すことができなかった。だが強引な手段でダールを封印してしまったことが、本作すべての発端であり遠因となる。
邪鬼丸（じゃきまる）
声 - 堀秀行
下巻にて登場。気の力を司る雷神。鬼の一族を束ねる。生き別れた妻と息子を探していたが、その居場所と妻がサイモンに攫われた上に人体改造された挙句、死んでいたこと知り、涙を流しながらキプロスへ赴く。
神族で力も左京らと互角だが、性格ゆえか自分の技の細かいコントロールは苦手で暴走しがちである。
光と闇の戦いには興味なかったが人間は好きらしく、旅の途中で人間と仲良くなったりする一面も見せる。
左京とは地球に居た頃からの旧知の仲で『抜忍伝説』の甲賀三郎邪鬼丸と同一人物であることが示唆されている。
ザン・ハヤテの父親でもあり、サイモンに殺されかけた息子の危機に駆け付け、妻の仇とばかりにサイモンを一蹴。神の力を遺憾なく発揮してサイモンを文字通り滅ぼした。
麗虎（れいこ）
声 - 難波圭一
下巻にて登場。火の力を司る虎神で、かつては才蔵（さいぞう）と呼ばれていた。虎の一族を束ねる。左京の身に起きた事態を知り、キプロスへ赴く。
『抜忍伝説』の霧隠才蔵と同一人物であることが示唆されている。

### 三銃士
キプロス王家に仕える三人の剣士、ビドー襲来後は光の御子を連れて脱出を図る。
ダニエル・ホフマン
声 - 矢田耕司(1)、島田敏(2)
三銃士のリーダー的存在で責任感が強い。光の御子を守り結界を張るがビドー軍の手にかかる。
1対1の勝負ならば、獣将相手にも負けない実力を持つ。下巻にも登場、結界を張ったあとも命を取り留めていたが記憶喪失になっており、唯一覚えていた名前ソフィー(光の御子を乗せていたロバの名前)を名乗っている。
シャッフル・クリス
三銃士の一人で身軽で素早い剣士。ダニエル、タロスとともに光の御子を守り結界を張るがビドー軍の手にかかる。
タロス・ビアンカ
声 - 屋良有作
三銃士の一人で屈強な肉体を持つ剣士。ダニエル、シャッフルとともに光の御子を守り結界を張るがビドー軍の手にかかる。
実は二重人格で、地獣将マントス・ゴードンは彼のもう一つの人格であった。

### その他の登場人物
ソフィー
光の御子を乗せている王家のロバ。
バルキス4世
キプロス国王。
光の御子
まだ赤子であるキプロスの王子。その身に光神リスクが宿っている。
ジャック
声 - 宮内幸平
ハヤテのいた海賊団のリーダーで、ハヤテらにも「おやっさん」と呼ばれて慕われている人格者。
彼自身もハヤテを特に目にかけていて、自分の娘の婿にとまで考えていた。娘は八玉の勇士の1人リリアン・ランスロット。
プラズマ・カーン
声 - 郷里大輔(1)、屋良有作(2)
ジャックの海賊団の一人で怪力の巨漢。単細胞だがハヤテや他の仲間に対しては深い友情の持ち主。
ムサシ・ゲンジ
声 - 塩沢兼人
ジャックの海賊団の一人で、片目に眼帯をつけている。ハヤテ、プラズマと同様仲間思い。
体力ではハヤテらに一歩及ばないが、3人の中では一番の頭脳を持ち、仲間になっていたある人物の正体も唯一見抜いていた切れ者である。
サーリャ
サイモン爆風隊の筆頭的存在。その正体はハヤテの母にして邪鬼丸の妻・沙羅（さら）。かつて天界に住んでいた時に外出していたところを不運にもサイモンに見初められてしまい、攫われて現在の姿に改造された上に洗脳され、サイモンのお気に入りと化していた。死の直前に己の意思を取り戻し、息子であるハヤテに青玉の神器・青爆剣を託して息絶えた。
金龍と銀龍
竜神の眷属。
楓
故人。1万年前に死んだ左京の恋人。
ナイン・テール
声 - 藤田淑子
白毛の美しい牝狐で、飛行能力などの超能力を持つ。地球では「九尾の狐（きゅうびのきつね）」と呼ばれていた。
左京とは古くからの知人で、他の神族とも交友がある。
プロット兄妹からは当初は仇と思われていたが、後に真実を知り和解する。
母性に満ちた心優しい性格で、3匹の仔狐の母親でもある。
光と闇の戦いではどちらにも加わらず左京の恋人の墓を守って暮らしていたが、闇の手の物に自分の子供を人質されたことにより、左京と行動を共にすることになる。
バビル・ロー・タム
声 - 永井一郎
当初八玉の勇士として黄玉に選ばれた、優れた念術師。親友の裏切りによって命を落とすが、その魂は転生して息子クークを見守り続ける。
カルロス
バビル・ロー・タムの親友。親友を裏切ってビドー軍に売り渡そうとした。
マリア・ロー・タム
バビルの妻で、クークの母親。夫同様に念術師であり、夫と息子を暖かく見守る。彼女もまた夫の親友によって、夫と共に命を落とす。
ハッサム・ロー・タム
声 - 永井一郎
バビルの父で、クークの祖父。バビル以上に強力な念術師だったが、年齢による体力の衰えも自覚しており、最後に長年の好敵手アレックとの決着を望んで、究極の念術「冥府転道」を修得して戦いを挑む。
不知火（しらぬい）
声 - 緑川光
木獣将ゾルトバの小姓（参謀）兼愛人の美少年。ゾルトバのことは愛しており、基本的に彼の言うことには従う。性根は心優しく温厚な上、卑劣な戦いは好まない。彼にとっては信義というものは何よりも大事で、信じてくれた相手を裏切るような結果になった時は自らの命も賭して償うことを辞さない…と、性格的にゾルトバとは正反対な部分が多くある。
それゆえにゴンザを騙し討ちで殺したゾルトバに非常に憤り、「卑怯すぎます！」と叫んで問うも、どこまでも下衆な返答しかしないゾルトバに失望。結果的には報いを受けるべく何も抵抗しない道を選び、ゾルトバのことも遂に見限って見殺しにしてしまった。
エピローグでは単身で当てのない旅に出ようとしたところをマイマイの誘いを受け、サーカス団の一員として共に旅をすることになる。
プロット夫婦
夫・ブンザ、妻・ミウミウのプロット兄妹の両親。ゾルトバに狙われたナイン・テールを助けようとして、夫婦共々ゾルトバに食い殺されてしまう。この一件がプロット兄妹の誤解を生んでしまうが、ハッサム・ロー・タムによって生きたまま冥府に送られたアレックと出会い、彼に事の真実を伝えた。
ピエール
リーザズ族。ロマールの弟。叔父のせいで視力を失うがロマールを選んだ緑玉が治した。
ロマールとの仲は良好。彼の容態を聴いたロマールが、珍しく声を荒げて激高していることからもそれがうかがえる。
シャロン
リーザズ族。ロマールの幼馴染で婚約者。
リーザズ族の中では大変な美少女で、気立ても優しい。ロマールを常に信じ続け、想い慕い続ける一途な女性でもある。
ビスマルクとジョーンズ
リーザズ族。ロマールの叔父と従弟。兄の跡継ぎであるロマールから家を簒奪しようとビトー軍に与した。
どちらも剣に多少覚えがあったようだが、所詮ロマールの敵ではなかった。
バージル
闇の種族の1つ「影の旅団」。下巻では大陸から帰郷するロマールに同行した。
テリス、ラーフ
火獣将ガスロの部下である人間族の女性。
6千年前のキプロスの人間で、人間族として闇の者と戦い倒れていたところを過去の世界に迷い込んできたロマールに助けられ行動を共にするようになった。2人とも火術の使い手。
前鬼、後鬼
雷神の眷属。
ランタン兄妹
下巻にて登場。長兄・ボンゴレ、長女・ボロネーズ、次女・ナポリタン、末妹・メンタイコのウォッシュ族の4兄妹。ゾルトバにより両親を眼前で生きたまま食い殺された後、九死に一生を得てロマールの所属していたサーカス団の団長に保護されていた。プロット兄妹と出会い、兄妹全員が彼らとの同行を希望し一緒に旅をすることになる。
ユーシス、バルルダン、アーベル
占い師の村のものたち。
三華仙（さんかせん）
下巻にて登場。ナニモ仙人、ヒトリデモ仙人、コレデモ仙人という名前の3人の仙人。
それぞれ耳、口、目が不自由だが、八玉の勇士以上の超能力を持っており、術師を志す者からは伝説の人物として尊敬を受けている。特にコレデモは過去から現代にかけて勇士一行と深い因縁を持つ重要人物である。
体が不自由な代わりにそれぞれ楽器や香箱を使って会話やコミュニケーションをとる。また、気を飛ばすことで、その姿や声を相手に伝えることもできる。
若い頃は3人とも五体健康に加え、現在の姿からは想像できないほどの美青年だった。

## 登場人物（小説版）

### 八玉の勇士
グズ
ハヤテと共に盗賊をしている記憶喪失の少年。白玉に選ばれた。
ダニエル・ホフマン
三銃士。国王バルキス4世と王妃クラウディアの第一王子という出生の秘密があり、王位継承権は光の御子ではなく彼にある。青玉に選ばれた。
リリアン・ランスロット
紅玉に選ばれた。
マイマイ・プロット
赤玉に選ばれた。

### その他
ゴンザ・プロット
勇士の1人であるマイマイの兄。
ジャック
ギルドの代表。
プラズマ・カーン
ギルドメンバー。
ゲンジ・ムサシ
ギルドメンバー。
オーブス
執事。
三聖龍（赤龍、青龍、緑龍）
竜神の眷属。

## 天界9部作
天界に16神が存在し、様々な惑星があるという飯島健男による世界観。3部作が3つある構成になっている構想。
地球を舞台にした『抜忍伝説』は第1部、『抜忍伝説II メガシティΣ』（タイトル発表されていたが無期延期になった）は第2部、ラストハルマゲドンは9部作の中の番外作品という位置付け。
惑星キプロスを舞台にした『BURAI』は第4部、その後の話である小説『覇竜の神座　BURAI外伝』は4部と5部の間に挟まる外伝となっている。

### 天界十六神
それぞれ対になる神がいて8対16神が宇宙を統べている。宇宙を8分して1対2神が1つの領域を担当するため、対になる神とは惑星を奪い合うなど対立しがちではあるもの、対の神が死ぬと己も死に、対の神を殺さず封印しても司る力同士の均衡が失われ己の力の暴走を招いてしまうため、うとましくなっても欠かせない存在になっている。
光神リスク
光を司る。息子にビドー・クラレントがいる。
闇神ダール
闇を司る。
竜神 氷竜
水を司る神。眷属は龍。
『抜忍伝説』の3人の主人公の1人。人界の地球に転生したときは幻妖斉として生き、飯道山に住む法道仙人の弟子となって仙術を学び、仙術の中でも水術に才能を発揮、あらゆるものを凍らすことができる究極の水術「凍結行」を求めて一時は伊賀忍者になるも、伊賀忍者の凍結行がただの幻術だと知って27歳で抜忍になり、旅の末に天界の神である氷龍の眷属である三聖龍と雷神の眷属である四鬼を従え、元来の自分の分身である天界の神たる氷龍から力を得て「凍結行」を会得すると共に神たる龍に戻った。
その後、1万年前に愛した人間・楓の弟・左京にちなんで、現在人界に降りるときは幻左京と名乗ることにしている。だが、かつてのことを思い出すせいか幻妖斉と呼ばれるのを嫌うようになってしまい、呼ばれると怒る。
虎神 麗虎
火を司る神。眷属は虎。
氷竜に巻き込まれて人界の地球に転生した際は、法道仙人の子・霧隠才蔵として生まれ、父の弟子になった幻妖斉に子供の頃から対抗心を燃やし続け真田十勇士とまで呼ばれるほどの雇われ忍者となり、即身仏になろうとする父の今際に会わせまいと弟弟子と嘘を吐いて幻妖斉と対決、後に元来の自分の分身である四虎神の力を獲得、最強究極の火術・紅蓮行で幻妖斉の凍結行と対決して敗れ人間としての生を終え、氷竜に戻った幻妖斉に打き抱えられて天界の神に戻った。
風神 小源太
風を司る神。
『抜忍伝説』の3人の主人公の1人。人界の地球に転生した際、伊賀生まれの下忍として育ち、親友の仇討ちのため抜忍となり、柳生の里で世話になったのをきっかけに伊賀の陰謀を知り、柳生の奥義によって百地三太夫を暗殺後、邪鬼丸の姉あやめと夫婦になり隠遁、生まれた子は長じて宮本武蔵になった。
風獣将リー・シャノンは風神の使い。なおリー・シャノンも神の子でもあるが、彼以外の神の息子である。
雷神 邪鬼丸
気を司る神。眷属は鬼。
『抜忍伝説』の3人の主人公の1人。人界の地球に転生した際、甲賀頭領12代目甲賀三郎の子・13代目甲賀三郎として生まれ、鞍馬山で大天狗に教えを受けながら野生児・邪鬼丸として育ち、伊賀忍者にさらわれて伊賀忍者になるも姉との接触により抜忍になり、甲賀の守り神・役行者に仕えていた雷神の眷属・前鬼と後鬼の試練を受けて13代目となり、甲賀を守るために、氷龍となった幻妖斉の助けを借りて本物の明智光秀を足留めしている間に光秀に変装して本能寺の変を起こして織田信長を暗殺、甲賀討伐の黒幕だった忍者の滝川一益を討ち果たして甲賀を再興した。
息子に疾風（はやて=ザン・ハヤテ）がいる。妻は沙羅という名の女性だったが、彼女が外出中に不運にも天獣将サイモンに気に入られ、攫われた末に死んだのを知らず（ハヤテはそのとばっちりで地上に落とされてしまった）、息子と共に逃げたのだと長年思っていた。
剣神ファロスと盾神アニマ
背中合わせの一心同体の2神。
善神バンドルライト
善を司る。
悪神ルロイ
悪を司る。
女神 蓮花姫ティナ
愛を司る。木獣将ゾルトバに仕える不知火は女神の使い。
獣神 獅子王バッカス
ナインテールは獣神の使い。
生神ラムザ
生を司る。
死神ゼム
死を司る。
球神マテリア
調和を司る。
波神クラリス
破壊を司る。

## 評価
『八玉の勇士伝説』はMCD版がファミコン通信クロスレビューでは6、5、7、5の23点。レビュアーはデモアニメ、個性的で豊かなキャラクター性、キャラクターによって戦法を変えるマンネリ回避を賞賛した一方「戦闘のグラフィックが個性が強過ぎて遊ぶ人を選ぶ」「戦闘がぎこちなくてテンポが悪いのはもう少しなんとかならなかったのか」「パソコンライクな不親切なシステム」「武器との相性が残念」「アイテムの効果が購入時にわからない」「ステータス画面が見づらい」「イベントがおざなり」「全体的に説明的でゲームに没頭しづらい」とした。マル勝メガドライブ新作ソフト誌上ロケーションテストでは65、60、70、85の280点。レビュアーはPC版より戦闘バランスがマシになっていてシステム面もMCD版の方が上で本作なりのアレンジも見られる、グラフィックは綺麗とした者とフィールドや戦闘では今一歩とした者で分かれ、他のRPGと比べて戦闘が時間がかかりマイマイの可愛い声が唯一の救い、ノイズが気になる、読み込みは長さが気になったとした者やアクセスは短いとした者がいた。

## CD
サウンドトラックCDはパソコン版、コンシューマー版合わせて以下の3枚が発売された。

### パソコン版
ブライ PROTOTYPE
1989年9月25日発売。販売元はポリスター。「プロトタイプ」の表題の通り、SHOW-YAが作曲した原曲を収録している。
しかし版権や所属レーベルの問題（リバーヒルと提携していたのがポリスター、SHOW-YAが所属していたのが東芝EMIだった）からSHOW-YAではなく当時のアン・ルイスのバックバンドが演奏したものが収録されている。
ブライ全曲集
1989年11月25日発売。販売元はポリスター。音源はPC-88版である。
「リバーヒルソフト・サウンズ・コレクション」としては3枚目のリリースとなる。

### コンシューマー版
ブライ「八玉の勇士伝説」
1991年12月18日発売。発売元は東芝EMI。PCエンジン版「八玉の勇士伝説」のサウンドトラック。
作曲・演奏は元クリスタルキングの今給黎博美。ゲーム使用曲をベースにアレンジされたものや未使用曲が収録されており、全曲は網羅されていない。ボーカルは福岡を中心にライヴハウス「照和」やCMなどで活躍していた梅田倉則などが参加している。

## 既刊一覧
- BURAI[ブライ] 小学館〈スーパークエスト文庫〉、全10巻
  - BURAI[ブライ] VOL.1 1992年10月20日発行 ISBN 978-4-09-440051-9
  - BURAI[ブライ] VOL.2 1992年12月20日発行 ISBN 978-4-09-440052-6
  - BURAI[ブライ] VOL.3 1993年2月20日発行 ISBN 978-4-09-440053-3
  - BURAI[ブライ] VOL.4 1993年4月20日発行 ISBN 978-4-09-440054-0
  - BURAI[ブライ] VOL.5 1993年6月20日発行 ISBN 978-4-09-440055-7
  - BURAI[ブライ] VOL.6 1993年8月20日発行 ISBN 978-4-09-440056-4
  - BURAI[ブライ] VOL.7 1993年11月20日発行 ISBN 978-4-09-440057-1
  - BURAI[ブライ] VOL.8 1994年1月20日発行 ISBN 978-4-09-440058-8
  - BURAI[ブライ] VOL.9 1994年6月20日発行 ISBN 978-4-09-440059-5
  - BURAI[ブライ] VOL.10 1994年9月20日発行 ISBN 978-4-09-440060-1

- 1992年1月号から1993年4月号にかけて『月刊PCエンジン』に連載された外伝小説。単行本は小学館〈スーパークエスト文庫〉から全2巻が刊行された。
  - BURAI外伝 覇竜の神座 VOL.1 1993年5月20日発行 ISBN 978-4-09-440091-5
  - BURAI外伝 覇竜の神座 VOL.2 1993年7月20日発行 ISBN 978-4-09-440092-2

上記の全てを収録した合本の電子書籍として2016年2月12日に小学館から『電子特別合本 BURAI[ブライ] 全12巻セット』として配信された。